# Puchar Niemiec w piłce nożnej (2024/2025)
Puchar Niemiec w piłce nożnej mężczyzn 2024/2025 – 82. edycja rozgrywek mających na celu wyłonienie zdobywcy Pucharu Niemiec, który uzyska tym samym prawo gry w fazie ligowej Ligi Europy UEFA sezonu 2025/2026. Obrońcą tytułu był Bayer 04 Leverkusen, który odpadł w półfinale rozgrywek. Zdobywcą pucharu został VfB Stuttgart, który w finale na Stadionie Olimpijskim w Berlinie pokonał Arminię Bielefeld.

## Uczestnicy
| uczestnicy Bundesligi w sezonie 2023/2024 wszystkie zespoły | uczestnicy 2. Bundesligi w sezonie 2023/2024 wszystkie zespoły | 4 najlepsze drużyny 3. Ligi w sezonie 2023/2024 uprawnione do gry w pucharze oraz zdobywcy pucharów regionalnych 28 zespołów |
| --- | --- | --- |
| - Bayern Monachium - Borussia Dortmund - Bayer 04 Leverkusen - RB Lipsk - 1. FC Union Berlin - SC Freiburg - 1. FC Köln - 1. FSV Mainz 05 - TSG 1899 Hoffenheim - Borussia Mönchengladbach - Eintracht Frankfurt - VfL Wolfsburg - VfL Bochum - FC Augsburg - VfB Stuttgart - 1. FC Heidenheim - SV Darmstadt 98 - Werder Brema | - SV 07 Elversberg - SpVgg Greuther Fürth - HSV - FC Schalke 04 - FC St. Pauli - Hertha BSC - SC Paderborn 07 - 1. FC Nürnberg - Holstein Kiel - Fortuna Düsseldorf - Hannover 96 - Karlsruher SC - Hansa Rostock - SV Wehen Wiesbaden - VfL Osnabrück - 1. FC Magdeburg - Eintracht Brunszwik - 1. FC Kaiserslautern | - SSV Ulm 1846 - Preußen Münster - SSV Jahn Regensburg - Dynamo Drezno - SV Sandhausen - FC Ingolstadt 04 - Würzburger Kickers - FC Viktoria 1889 Berlin - Energie Cottbus - Bremer SV - Teutonia 05 Ottensen - Kickers Offenbach - Rot-Weiss Essen - SV Meppen - VfV Borussia 06 Hildesheim - Greifswalder FC - Alemannia Aachen - TuS Koblenz - 1. FC Saarbrücken - FC Erzgebirge Aue - Hallescher FC - 1. FC Phönix Lübeck - FC 08 Villingen - TSV Schott Mainz - FC Carl Zeiss Jena - Arminia Bielefeld - Sportfreunde Lotte - VfR Aalen |

## I runda
Mecze I rundy zostały rozegrane w dniach 16-19 i 27-28 sierpnia 2024 roku. Od tej fazy rozgrywki rozpoczynali wszyscy uczestnicy pucharu.
| 16 sierpnia 2024 | Würzburger Kickers                | 2:2 k. 3:5    | TSG 1899 Hoffenheim                             |                                                           |
| 18:00            | 11' Küc · 100' Hannemann          | (1:1, k. 3:5) | 18' Farahnak · 107' Bülter                      | Akon Arena, Würzburg Widzów: 1714 Sędzia: Martin Petersen |
| 18:00            | · Hannemann · Wessig · ? · Zaiser | Rzuty karne   | · Kramarić · Berisha · Bülter · Stach · Justvan | Akon Arena, Würzburg Widzów: 1714 Sędzia: Martin Petersen |

| 16 sierpnia 2024 | SV Wehen Wiesbaden | 1:3 (pd.) | 1. FSV Mainz 05                         |                                                              |
| 18:00            | 15' Gözüsirin      | (1:1)     | 59' Kohr · 113' Burkardt · 120+1' Amiri | Brita-Arena, Wiesbaden Widzów: 12 500 Sędzia: Richard Hempel |

| 16 sierpnia 2024 | Hallescher FC             | 2:3 (pd.) | FC St. Pauli                                 |                                                                   |
| 18:00            | 11' Akono · 62' Hauptmann | (1:0)     | 48' Eggestein · 90+4' Dźwigała · 110' Ritzka | Leuna-Chemie-Stadion, Halle Widzów: 14 000 Sędzia: Daniel Siebert |

| 16 sierpnia 2024 | SSV Ulm 1846 | 0:4   | Bayern Monachium                         |                                                         |
| 20:45            |              | (0:2) | 12', 14' Müller · 79' Coman · 90+3' Kane | Donaustadion, Ulm Widzów: 15 000 Sędzia: Sven Jablonski |

| 17 sierpnia 2024 | TSV Schott Mainz | 0:2   | SpVgg Greuther Fürth     |                                   |
| 13:00            |                  | (0:1) | 8' Srbeny · 82' Mustapha | Widzów: 4235 Sędzia: Felix Prigan |

| 17 sierpnia 2024 | FC Erzgebirge Aue | 1:3   | Borussia Mönchengladbach          |                                                                              |
| 13:00            | 8' Clausen        | (1:1) | 35' Honorat · 52' Netz · 70' Pléa | Erzgebirgsstadion, Aue-Bad Schlema Widzów: 14 811 Sędzia: Florian Badstübner |

| 17 sierpnia 2024 | Greifswalder FC | 0:1   | 1. FC Union Berlin |                                                          |
| 15:30            |                 | (0:0) | 67' Vertessen      | Volksstadion Greifswald Widzów: 4990 Sędzia: Lukas Benen |

| 17 sierpnia 2024 | FC 08 Villingen | 0:4   | 1. FC Heidenheim                   |                                                                                   |
| 15:30            |                 | (0:1) | 43', 48', 54' Breunig · 52' Wanner | MS Technologie Arena, Villingen-Schwenningen Widzów: 6800 Sędzia: Fabienne Michel |

| 17 sierpnia 2024 | Rot-Weiss Essen | 1:4   | RB Lipsk                                       |                                                                            |
| 15:30            | 2' Safi         | (1:2) | 12' Šeško · 40' Openda · 84' Nusa · 87' Simons | Stadion an der Hafenstraße, Essen Widzów: 17 000 Sędzia: Christian Dingert |

| 17 sierpnia 2024 | FC Ingolstadt 04 | 1:2   | 1. FC Kaiserslautern         |                                                               |
| 15:30            | 88' Malone       | (0:2) | 3', 35' Mause · 49' Gyamerah | Audi Sportpark, Ingolstadt Widzów: 11 655 Sędzia: Robin Braun |

| 17 sierpnia 2024 | VfR Aalen | 0:2   | FC Schalke 04          |                                                        |
| 15:30            |           | (0:1) | 31' Karaman · 68' Mohr | Centus Arena, Aalen Widzów: 10 850 Sędzia: Felix Brych |

| 17 sierpnia 2024 | VfL Osnabrück | 0:4   | SC Freiburg                              |                                                                |
| 15:30            |               | (0:2) | 30' Höler · 33' Grifo · 73', 90+4' Adamu | Bremer Brücke, Osnabrück Widzów: 15 500 Sędzia: Tobias Reichel |

| 17 sierpnia 2024 | Alemannia Aachen            | 2:3   | Holstein Kiel                      |                                                         |
| 18:00            | 28' Hanraths · 60' Benschop | (1:1) | 16' Machino · 82', 90+1' Rosenboom | Tivoli, Akwizgran Widzów: 29 555 Sędzia: Michael Bacher |

| 17 sierpnia 2024 | Arminia Bielefeld      | 2:0   | Hannover 96 |                                                               |
| 18:00            | 13' Becker · 22' Oppie | (2:0) |             | SchücoArena, Bielefeld Widzów: 27 500 Sędzia: Robert Hartmann |

| 17 sierpnia 2024 | 1. FC Phönix Lübeck | 1:4   | Borussia Dortmund                                  |                                                            |
| 18:00            | 55' Iloka           | (0:3) | 3' Anton · 31' Can · 45+1' Brandt · 62' Duranville | Volksparkstadion, Hamburg Widzów: 50 971 Sędzia: Max Burda |

| 18 sierpnia 2024 | FC Viktoria 1889 Berlin | 1:4   | FC Augsburg                                            |                                                                            |
| 13:00            | 4' Liu                  | (1:1) | 33' Rexhbeçaj · 53' Essende · 87' Dorsch · 90+2' Tietz | Friedrich-Ludwig-Jahn-Sportpark, Berlin Widzów: 5504 Sędzia: Eric Weisbach |

| 18 sierpnia 2024 | 1. FC Saarbrücken                    | 1:1 k. 3:5    | 1. FC Nürnberg                               |                                                                        |
| 13:00            | 80' Brünker                          | (0:1, k. 3:5) | 12' Sevcik                                   | Ludwigsparkstadion, Saarbrücken Widzów: 14 868 Sędzia: Bastian Dankert |
| 13:00            | · Rizzuto · Civeja · Zeitz · Brünker | Rzuty karne   | · Duman · Flick · Serra · Schleimer · Lubach | Ludwigsparkstadion, Saarbrücken Widzów: 14 868 Sędzia: Bastian Dankert |

| 18 sierpnia 2024 | Teutonia 05 Ottensen | 1:3   | SV Darmstadt 98                                 |                                                                  |
| 15:30            | 49' Stark            | (0:2) | 19' Klefisch · 28' Nürnberger · 62' Vilhelmsson | Millerntor-Stadion, Hamburg Widzów: 6487 Sędzia: Florian Lechner |

| 18 sierpnia 2024 | SSV Jahn Regensburg | 1:0   | VfL Bochum |                                                            |
| 15:30            | 70' Ballas          | (0:0) |            | Jahnstadion Regensburg Widzów: 12 581 Sędzia: Florian Heft |

| 18 sierpnia 2024 | Bremer SV | 0:4   | SC Paderborn 07                                |                                                                   |
| 15:30            |           | (0:1) | 21', 58' Grimaldi · 51' Castaneda · 52' Michel | Stadion am Panzenberg, Brema Widzów: 3500 Sędzia: Martin Speckner |

| 18 sierpnia 2024 | VfV Borussia 06 Hildesheim | 0:7   | SV 07 Elversberg                                                                                               |                                                                        |
| 15:30            |                            | (0:3) | 17' Schnellbacher · 32' Fellhauer · 43' (sam.) Schulze · 51' Stock · 62' Schmahl · 76' Sickinger · 78' Boyamba | Friedrich-Ebert-Stadion, Hildesheim Widzów: 5186 Sędzia: Assad Nouhoum |

| 18 sierpnia 2024 | SV Sandhausen            | 2:3 (pd.) | 1. FC Köln                          |                                                                  |
| 15:30            | 59' Halimi · 90+6' Meier | (0:2)     | 20' Pauli · 34' Maina · 116' Olesen | Hardtwaldstadion, Sandhausen Widzów: 9705 Sędzia: Benjamin Brand |

| 18 sierpnia 2024 | Hansa Rostock | 1:5   | Hertha BSC                                                      |                                                               |
| 15:30            | 46' Berisha   | (0:1) | 38' Scherhant · 66' Maza · 75' Winkler · 85', 88' Niederlechner | Ostseestadion, Rostock Widzów: 25 600 Sędzia: Robert Schröder |

| 18 sierpnia 2024 | Dynamo Drezno              | 2:0   | Fortuna Düsseldorf |                                                                       |
| 15:30            | 18' Daferner · 68' Meißner | (1:0) |                    | Rudolf-Harbig-Stadion, Drezno Widzów: 29 660 Sędzia: Sascha Stegemann |

| 18 sierpnia 2024 | Sportfreunde Lotte | 0:5   | Karlsruher SC                                                            |                                                                     |
| 18:00            |                    | (0:2) | 2' Herold · 21' Wanitzek · 49' (sam.) Sabah · 69' Ziwziwadze · 82' Conté | Stadion am Lotter Kreuz, Lotte Widzów: 4637 Sędzia: Konrad Oldhafer |

| 18 sierpnia 2024 | SV Meppen     | 1:7   | HSV                                                                                  |                                                          |
| 18:00            | 90' Haritonov | (0:2) | 17', 59' Pherai · 31' Muheim · 56' Selke · 71' Balde · 80' (sam.) Pünt · 89' Glatzel | Hänsch-Arena, Meppen Widzów: 12 959 Sędzia: Felix Zwayer |

| 19 sierpnia 2024 | Energie Cottbus          | 1:3   | Werder Brema       |                                                                        |
| 18:00            | 70' Rorig · 78' Hajrulla | (0:2) | 32', 37', 55' Topp | Stadion der Freundschaft, Chociebuż Widzów: 20 000 Sędzia: Harm Osmers |

| 19 sierpnia 2024 | TuS Koblenz | 0:1   | VfL Wolfsburg |                                                   |
| 18:00            | 78' Yaman   | (0:1) | 15' Wimmer    | Stadion Oberwerth, Koblencja Sędzia: Sören Storks |

| 19 sierpnia 2024 | Kickers Offenbach       | 2:1   | 1. FC Magdeburg |                                                                     |
| 18:00            | 31' Sorge · 74' Mustafa | (1:0) | 54' Kaars       | Bieberer Berg, Offenbach am Main Widzów: 16 847 Sędzia: Patrick Alt |

| 19 sierpnia 2024 | Eintracht Brunszwik | 1:4   | Eintracht Frankfurt                           |                                                                   |
| 20:45            | 89' Szabó           | (0:0) | 52' Chaïbi · 56', 61' Ekitike · 88' Matanović | Eintracht Stadion, Brunszwik Widzów: 21 201 Sędzia: Florian Exner |

| 27 sierpnia 2024 | Preußen Münster | 0:5   | VfB Stuttgart                                                          |                                                                    |
| 20:45            |                 | (0:3) | 7' Stiller · 15' Demirović · 35' Stenzel · 72' Woltemade · 80' Karazor | Preußenstadion, Münster Widzów: 12 672 Sędzia: Matthias Jöllenbeck |

| 28 sierpnia 2024 | FC Carl Zeiss Jena | 0:1   | Bayer 04 Leverkusen |                                                               |
| 18:00            |                    | (0:0) | 52' Hofmann         | Ernst-Abbe-Sportfeld, Jena Widzów: 15 000 Sędzia: Tobias Welz |

## II runda
Mecze II rundy odbyły się 29 i 30 października 2024 roku.
| 29 października 2024 | Bayer 04 Leverkusen        | 3:0   | SV 07 Elversberg |                                                            |
| 18:00                | 2', 9' Schick · 36' García | (3:0) |                  | BayArena, Leverkusen Widzów: 29 787 Sędzia: Benjamin Brand |

| 29 października 2024 | Kickers Offenbach | 0:2   | Karlsruher SC               |                                                                               |
| 18:00                |                   | (0:0) | 62' Ziwziwadze · 72' Beifus | Stadion am Bieberer Berg, Offenbach am Main Widzów: 20 071 Sędzia: Lars Erbst |

| 29 października 2024 | FC Augsburg                                  | 3:0   | FC Schalke 04 |                                                             |
| 18:00                | 26' Claude-Maurice · 87' Maier · 90' Essende | (1:0) |               | WWK Arena, Augsburg Widzów: 27 511 Sędzia: Frank Willenborg |

| 29 października 2024 | RB Lipsk                                      | 4:2   | FC St. Pauli               |                                                           |
| 18:00                | 12', 30' Poulsen · 17' Baumgartner · 80' Nusa | (3:1) | 28' Guilavogui · 58' Smith | Red Bull Arena, Lipsk Widzów: 40 478 Sędzia: Felix Zwayer |

| 29 października 2024 | VfB Stuttgart               | 2:1   | 1. FC Kaiserslautern |                                                            |
| 20:45                | 14' Woltemade · 76' Führich | (1:1) | 43' Tomiak           | MHPArena, Stuttgart Widzów: 60 000 Sędzia: Daniel Schlager |

| 29 października 2024 | 1. FC Köln                           | 3:0   | Holstein Kiel |                                                                     |
| 20:45                | 8' Lemperle · 84', 90+7' Waldschmidt | (1:0) |               | RheinEnergieStadion, Kolonia Widzów: 50 000 Sędzia: Bastian Dankert |

| 29 października 2024 | VfL Wolfsburg | 1:0 (pd.) | Borussia Dortmund |                                                                   |
| 20:45                | 117' Wind     | (0:0)     |                   | Volkswagen Arena, Wolfsburg Widzów: 30 000 Sędzia: Daniel Siebert |

| 29 października 2024 | SSV Jahn Regensburg   | 1:0   | SpVgg Greuther Fürth |                                                                    |
| 20:45                | 59' Bulić · 63' Bulić | (0:0) |                      | Jahnstadion Regensburg, Ratyzbona Widzów: 10 500 Sędzia: Tom Bauer |

| 30 października 2024 | SC Freiburg            | 2:1   | HSV         |                                                                              |
| 18:00                | 19' Ginter · 44' Grifo | (2:0) | 51' Meffert | Europa-Park Stadion, Fryburg Bryzgowijski Widzów: 34 500 Sędzia: Felix Brych |

| 30 października 2024 | Hertha BSC                   | 2:1   | 1. FC Heidenheim |                                                                    |
| 18:00                | 16' Scherhant · 74' Cuisance | (1:0) | 89' Schimmer     | Stadion Olimpijski w Berlinie Widzów: 44 135 Sędzia: Robert Kampka |

| 30 października 2024 | Eintracht Frankfurt                       | 2:1   | Borussia Mönchengladbach |                                                                                    |
| 18:00                | 45+2' Ekitike · 70' Marmoush · 15' Theate | (1:0) | 47' Itakura              | Deutsche Bank Park, Frankfurt nad Menem Widzów: 58 000 Sędzia: Matthias Jöllenbeck |

| 30 października 2024 | SC Paderborn 07 | 0:1   | Werder Brema |                                                               |
| 18:00                |                 | (0:1) | 30' Ducksch  | Home Deluxe Arena, Paderborn Widzów: 15 000 Sędzia: Max Burda |

| 30 października 2024 | Arminia Bielefeld     | 2:0   | 1. FC Union Berlin |                                                                   |
| 20:45                | 12' Wörl · 71' Becker | (1:0) |                    | SchücoArena, Bielefeld Widzów: 26 117 Sędzia: Wolfgang Haslberger |

| 30 października 2024 | TSG 1899 Hoffenheim        | 2:1   | 1. FC Nürnberg |                                                            |
| 20:45                | 27' Tabaković · 71' Chaves | (1:0) | 47' Emreli     | PreZero-Arena, Sinsheim Widzów: 18 001 Sędzia: Timo Gerach |

| 30 października 2024 | Dynamo Drezno      | 2:3 (pd.) | SV Darmstadt 98                         |                                                                     |
| 20:45                | 84', 90+11' Lemmer | (0:0)     | 56' Vukotić · 90+2' Kempe · 98' Lidberg | Rudolf-Harbig-Stadion, Drezno Widzów: 30 070 Sędzia: Tobias Stieler |

| 30 października 2024 | 1. FSV Mainz 05 | 0:4   | Bayern Monachium                    |                                                              |
| 20:45                |                 | (0:4) | 2', 37', 45+4' Musiala · 45+1' Sané | MEWA Arena, Moguncja Widzów: 33 305 Sędzia: Sascha Stegemann |

## III runda
Mecze III rundy odbyły się 3 i 4 grudnia 2024 roku.
| 3 grudnia 2024 | Arminia Bielefeld                   | 3:1   | SC Freiburg     |                                                                |
| 18:00          | 28' Lannert · 36' Kania · 81' Oppie | (2:0) | 63' Gregoritsch | SchücoArena, Bielefeld Widzów: 26 311 Sędzia: Frank Willenborg |

| 3 grudnia 2024 | SSV Jahn Regensburg | 0:3   | VfB Stuttgart                          |                                                                             |
| 18:00          |                     | (0:2) | 10' Millot · 19' Chase · 61' Woltemade | Jahnstadion Regensburg, Ratyzbona Widzów: 15 210 Sędzia: Florian Badstübner |

| 3 grudnia 2024 | Bayern Monachium | 0:1   | Bayer 04 Leverkusen |                                                             |
| 20:45          | 17' Neuer        | (0:0) | 69' Tella           | Allianz Arena, Monachium Widzów: 75 000 Sędzia: Harm Osmers |

| 3 grudnia 2024 | Werder Brema | 1:0   | SV Darmstadt 98 |                                                            |
| 20:45          | 90+4' Jung   | (0:0) |                 | Weserstadion, Brema Widzów: 40 000 Sędzia: Martin Petersen |

| 4 grudnia 2024 | 1. FC Köln                                 | 2:1 (pd.) | Hertha BSC             |                                                                    |
| 18:00          | 30' (sam.) Niederlechner · 120+1' Ljubicic | (1:1)     | 12' Maza · 25' Zeefuik | RheinEnergieStadion, Kolonia Widzów: 50 000 Sędzia: Tobias Reichel |

| 4 grudnia 2024 | VfL Wolfsburg                       | 3:0   | TSG 1899 Hoffenheim |                                                                    |
| 18:00          | 63' Vavro · 67' Wind · 85' Gerhardt | (0:0) |                     | Volkswagen Arena, Wolfsburg Widzów: 13 909 Sędzia: Daniel Schlager |

| 4 grudnia 2024 | RB Lipsk                    | 3:0   | Eintracht Frankfurt |                                                             |
| 20:45          | 31' Šeško · 50', 58' Openda | (1:0) |                     | Red Bull Arena, Lipsk Widzów: 37 187 Sędzia: Sven Jablonski |

| 4 grudnia 2024 | Karlsruher SC                   | 2:2 k. 4:5    | FC Augsburg                 |                                                                  |
| 20:45          | 54' Schleusener · 111' Wanitzek | (0:1, k. 4:5) | 40' Essende · 120+3' Vargas | Wildparkstadion, Karlsruhe Widzów: 28 422 Sędzia: Tobias Stieler |

## Ćwierćfinał
Mecze ćwierćfinałowe odbyły się w dniach 4-5 i 25-26 lutego 2025 roku.
| 4 lutego 2025 | VfB Stuttgart | 1:0   | FC Augsburg |                                                             |
| 20:45         | 30' Undav     | (1:0) |             | MHPArena, Stuttgart Widzów: 59 000 Sędzia: Sascha Stegemann |

| 5 lutego 2025 | Bayer 04 Leverkusen              | 3:2 (pd.) | 1. FC Köln               |                                                              |
| 20:45         | 61', 90+6' Schick · 98' Boniface | (0:1)     | 45+10' Downs · 54' Maina | BayArena, Leverkusen Widzów: 30 210 Sędzia: Frank Willenborg |

| 25 lutego 2025 | Arminia Bielefeld              | 2:1   | Werder Brema |                                                               |
| 20:45          | 35' Wörl · 41' (sam.) Malatini | (2:0) | 56' Burke    | SchücoArena, Bielefeld Widzów: 26 311 Sędzia: Robert Hartmann |

| 26 lutego 2025 | RB Lipsk  | 1:0   | VfL Wolfsburg |                                                             |
| 20:45          | 69' Šeško | (0:0) |               | Red Bull Arena, Lipsk Widzów: 40 478 Sędzia: Tobias Reichel |

## Półfinał
Mecze półfinałowe odbyły się w dniach 1 i 2 kwietnia 2025 roku.
| 1 kwietnia 2025 | Arminia Bielefeld       | 2:1   | Bayer 04 Leverkusen |                                                           |
| 20:45           | 20' Wörl · 45+3' Großer | (2:1) | 17' Tah             | SchücoArena, Bielefeld Widzów: 266 01 Sędzia: Harm Osmers |

| 2 kwietnia 2025 | VfB Stuttgart                             | 3:1   | RB Lipsk  |                                                           |
| 20:45           | 5' Stiller · 57' Woltemade · 73' Leweling | (1:0) | 62' Šeško | MHPArena, Stuttgart Widzów: 60 000 Sędzia: Sven Jablonski |

## Finał
Mecz finałowy został rozegrany 24 maja 2025 roku na Stadionie Olimpijskim w Berlinie.
| 24 maja 2025 | Arminia Bielefeld               | 2:4   | VfB Stuttgart                               |                                                                        |
| 20:00        | 82' Kania · 85' (sam.) Vagnoman | (0:3) | 15' Woltemade · 22', 66' Millot · 28' Undav | Stadion Olimpijski w Berlinie Widzów: 73 036 Sędzia: Christian Dingert |

| Puchar Niemiec w piłce nożnej 2024/2025 zwycięzcy |
| ------------------------------------------------- |
| VfB Stuttgart 4. tytuł                            |